# Зорові горби
Зорові горби (лат. thalami optici) — найбільші утворення проміжного мозку яйцеподібної форми, що прилягають до великих півкуль. Задні розширені частини їх називають подушками. Медіальні поверхні зорових горбів (правого і лівого), звернені одна до одної, утворюють бічні стінки шлуночка.
Зорові горби переважно складаються із сірої речовини, що прошарками білої речовини поділені на ядра, які є підкірковими центрами чутливості всього тіла людини. Зорові горби нервовими волокнами з'єднані з різними відділами кори головного мозку. Вся інформація (крім нюхової), яка йде до кори головного мозку, обов'язково проходить через зорові горби. Крім того, зорові горби з'єднані з блідою кулею, що розташована зовні від них і є підкірковим руховим центром.
Отже, від зорових горбів чутливі шляхи продовжуються частково до підкіркових ядер великих півкуль (бліда куля), частково-безпосередньо до кори. Подушки зорових горбів є підкірковими зоровими центрами.